# Lars Nordström (kulturgeograf)
Lars Erik Nordström, född 16  mars 1941, är en svensk professor och politiker (folkpartist) från Göteborg, och tidigare regionråd, gruppledare och ledamot i regionstyrelsen i Västra Götalandsregionen.

## Biografi
Nordström disputerade 1971 på avhandlingen Rumsliga förändringar och ekonomisk utveckling. Han utsågs 1986 till professor i kulturgeografi vid Handelshögskolan i Göteborg, Institutionen för ekonomi och samhälle.
Under perioden 1986 till 1993 var han rektor för Handelshögskolan vid Göteborgs universitet.
Nordström var mellan åren 1999 till 2010 ordförande för regionens kulturnämnd. Han har varit engagerad i bildandet av Västra Götalandsregionen. Han har också varit ledamot av kommunfullmäktige i Göteborg.

## Utmärkelser
- 2004 – Göteborgs stads förtjänsttecken[6]